# O Guarda da Praia
O Guarda da Praia é um livro da escritora portuguesa Maria Teresa Maia Gonzalez.
Retrata um período da vida de uma escritora solitária que viajou pelo tempo e pela vida fazendo-se acompanhar pelo seu amigo Dunas.